# کلورتن (ویرجینیا)
کلورتن (به انگلیسی: Calverton) یک منطقهٔ مسکونی در ایالات متحده آمریکا است که در Fauquier County واقع شده‌است. کلورتن ۱۱٫۹۵ کیلومتر مربع مساحت و ۲۳۹ نفر جمعیت دارد و ۷۸٫۹۴ متر بالاتر از سطح دریا واقع شده‌است.